# It Takes a Thief (album de Coolio)
Albums de Coolio
Gangsta's Paradise
(1995)
Singles
1. It Takes a Thief
Sortie : 1993
2. County Line
Sortie : 1993
3. I Remember
Sortie : 1994
4. Fantastic Voyage
Sortie : 8 mars 1994
5. Mama I'm in Love Wit' a Gangsta
Sortie : 1994

It Takes a Thief est le premier album studio de Coolio, sorti le 19 juillet 1994.
Cet album s'est classé 5e au Top R&B/Hip-Hop Albums et 8e au Billboard 200.

## Liste des titres
| No  | Titre                                              | Contient un (des) sample(s) de | Durée |
| --- | -------------------------------------------------- | --- | ----- |
| 1.  | Fantastic Voyage                                   | Fantastic Voyage de Lakeside | 4:04  |
| 2.  | County Line                                        | Mango Meat de Mandrill More Bounce to the Ounce de Zapp Hit and Run de The Bar-Kays The Message de Grandmaster Flash & The Furious Five featuring Grandmaster Melle Mel et Duke Bootee Children's Story de Slick Rick | 2:57  |
| 3.  | Mama I'm in Love wit a Gangsta (featuring LeShaun) | Mystic Voyage de Roy Ayers Ubiquity | 4:09  |
| 4.  | Hand on My Nutsac                                  | | 3:28  |
| 5.  | Ghetto Cartoon                                     | | 3:13  |
| 6.  | Smokin' Stix                                       | You Got It I Want It du B.T. Express Who Got Da Props de Black Moon | 3:20  |
| 7.  | Can-o-Corn                                         | | 3:40  |
| 8.  | U Know Hoo! (featuring WC)                         | | 3:51  |
| 9.  | It Takes a Thief                                   | | 5:06  |
| 10. | Bring Back Somethin' fo da Hood                    | Dem Niggers Ain't Playin' des Watts Prophets Seven Minutes of Funk de The Whole Darn Family Lover Jones de Johnny « Guitar » Watson Genius of Love du Tom Tom Club                                                    | 3:11  |
| 11. | N da Closet                                        | Inner City Blues (Make Me Wanna Holler) de Marvin Gaye Let 'Em In des Wings | 3:51  |
| 12. | On My Way to Harlem                                | | 3:13  |
| 13. | Sticky Fingers                                     | The Payback de James Brown Black Man, White Woman de Richard Pryor It Feels So Good de Grover Washington, Jr. Buffalo Gals de Malcolm McLaren                                                                         | 2:59  |
| 14. | Thought You Knew                                   | Hobo Scratch de Malcolm McLaren and World's Famous Supreme Team | 3:19  |
| 15. | Ugly Bitches                                       | Oh Honey de Delegation | 4:06  |
| 16. | I Remember (featuring J-Ro et Billy Boy)           | Cowboys to Girls des The Intruders Tomorrow's Dream d'Al Green Synthetic Substitution de Melvin Bliss One Man Band (Plays All Alone) de Monk Higgins featuring The Specialties                                        | 4:47  |